# Darre Dor
Darre Dor (perski: دره دور) – wieś w środkowym Iranie, w ostanie Kerman. W 2006 roku miejscowość liczyła 509 mieszkańców w 138 rodzinach.